# 鳥取市立河原第一小学校
鳥取市立河原第一小学校（とっとりしりつ かわはらだいいちしょうがっこう）は、鳥取県鳥取市河原町渡一木にある公立小学校。

## 概要
1975年河原小学校・八上小学校・国英小学校が統合して開校。

## 沿革
- 1975年（昭和50年）4月1日 - 河原・八上・国英の3小学校を統合し、河原第一小学校を創立。
- 2004年（平成16年）11月1日 - 八頭郡河原町が鳥取市に編入され、鳥取市立河原第一小学校と改称。

## 通学区域
- 河原町鮎ヶ丘、河原町稲常、河原町今在家、河原町片山、河原町釜口、河原町河原、河原町郷原、河原町高福、河原町谷一木、河原町天神原、河原町徳吉、河原町長瀬、河原町曳田の一部、河原町袋河原、河原町布袋、河原町三谷、河原町山手、河原町渡一木

## 進学先中学校
- 鳥取市立河原中学校

## 交通アクセス
- JR山陰本線鳥取駅より、
  - 鳥取駅バスターミナル:日ノ丸バス用瀬智頭線（用瀬・智頭行き）（路線番号：91・91H・93・93H・94）「河原町総合支所前」バス停下車。

## 校区内の主な施設
- 河原城
- 道の駅清流茶屋 かわはら

## 著名な出身者
- 藤原芳秀（漫画家）
- 谷尾昂也（サッカー選手）